# Donald Hying
Donald Joseph Hying (ur. 18 sierpnia 1963 w West Allis, Wisconsin) – amerykański duchowny katolicki, biskup diecezjalny Madison od 2019.

## Życiorys
Święcenia kapłańskie otrzymał z rąk abpa Remberta Weaklanda OSB w dniu 20 maja 1989. Służył duszpastersko na terenie rodzinnej archidiecezji, a w 2007 został rektorem seminarium w Milwaukee.
26 maja 2011 mianowany biskupem pomocniczym Milwaukee ze stolicą tytularną Regiae. Sakry udzielił mu arcybiskup Jerome Listecki.
24 listopada 2014 papież Franciszek mianował go ordynariuszem diecezji Gary w Indianie.
25 kwietnia 2019 został biskupem diecezji Madison.